# Psidopala minutus
Psidopala minutus is een vlinder uit de familie van de eenstaartjes (Drepanidae). De wetenschappelijke naam van de soort is voor het eerst geldig gepubliceerd in 1936 door Forbes.